# Fjalar und Galar

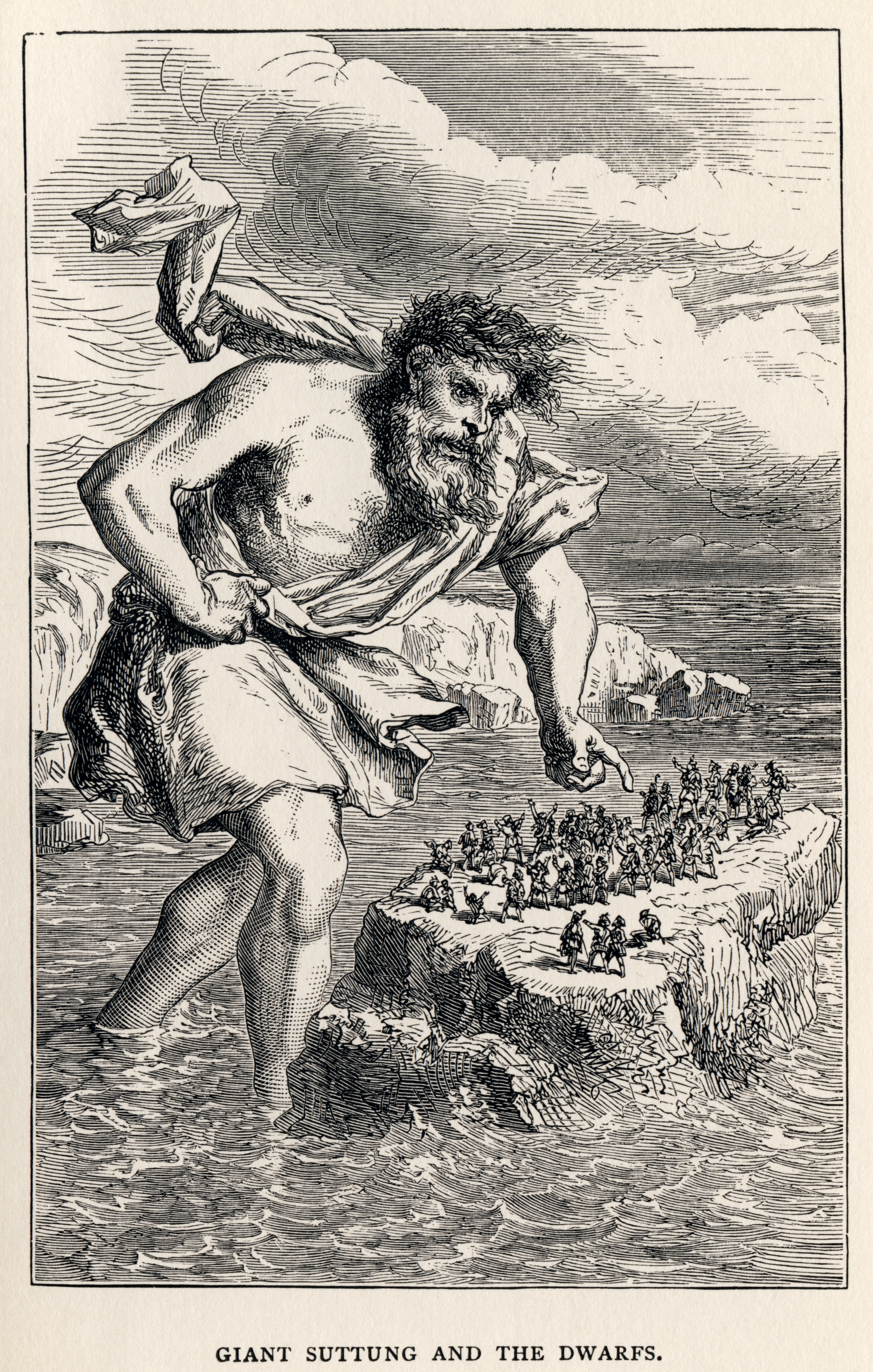
Giant Suttung and the dwarfs von Louis Huard. Suttung setzt die Zwerge auf einer Klippe aus, bis sie ihm den Kessel mit dem Skaldenmet ausliefern.

Die Brüder Fjalar (auch Fialar) und Galar (auch Gjallar) sind Figuren der nordischen Mythologie. Beide finden als Zwerge im Skáldskaparmál 1 Erwähnung, Fjalar auch als Riese im Hávamál 14 und im Hárbarðslióð 26, sowie in Gestalt eines roten Hahns in der Völuspá 42.
Fjalars Name wird gedeutet als der Befleckte, der Beschmutzte oder der Verberger. Der Name Galar erinnert an die eddischen Namen Gjöll (ein Fluss oder Felsen) und das Gjallarhorn.

## Skáldskaparmál
Die beiden Zwerge Fjalar und Galar erschlugen den Kvasir, um an seine Weisheit zu gelangen. Sie mischten sein Blut mit Honig und schufen daraus den Dichtermet, der jeden, der davon trinkt, zum Gelehrten macht. Den Riesen Gilling ertränken die beiden Zwerge nach ihrem Verbrechen, um sich eines Mitwissers zu entledigen. Die Frau des Gilling bricht in lautes Klagen über den Verlust ihres Gatten aus. Die beiden Bösewichter wollen sie mundtot machen und erschlagen sie mit einem Stein. Die Rache übernimmt Gillings Sohn Suttung, der die Zwerge auf eine vom Meer überspülte Klippe setzt, bis sie die Kessel mit dem Skaldenmet, den sie aus Kvasirs Blut gebraut haben, zur Sühne an ihn ausliefern. Später stiehlt Odin den Dichtermet.

## Hávamál
Auch im Hávamál wird der Raub des Dichtermets durch Odin beschrieben. Fjalar findet hierbei ohne weitere Einzelheiten kurz Erwähnung neben Suttung und dessen Tochter Gunnlöd.

## Hárbarðslióð
Im Harbardslied wird Fjalar nur am Rande erwähnt bei einer Anspielung auf Thors Abenteuer bei Utgardloki.

## Völuspá
In der Völuspa erscheint Fjalar zunächst in der Aufzählung von Zwergennamen im Dvergatal. Später wird unter diesem Namen ein feuerroter Hahn erwähnt, der im Kiefernbusch kräht.